# Mort de Mouammar Kadhafi
La mort de Mouammar Kadhafi, « Guide de la révolution » de la Jamahiriya arabe libyenne et dirigeant de la Libye de 1969 à 2011, est survenue à Syrte le 20 octobre 2011, deux mois après la prise de pouvoir par le Conseil national de transition (CNT). Les circonstances exactes dans lesquelles il a été capturé, désarmé, torturé puis tué par des soldats du CNT restent confuses.

## Contexte
En janvier 2011, un mouvement de protestation populaire contraint le président tunisien Zine el-Abidine Ben Ali, au pouvoir depuis 1987 à quitter son pays pour l'Arabie saoudite. Le mois suivant, Hosni Moubarak, président de l'Égypte depuis 1981, doit également abandonner le pouvoir face à la pression de la rue. Ces soulèvements populaires, qui ont lieu dans plusieurs pays du monde arabe – pour la plupart des régimes autoritaires, sinon des dictatures –, sont désignés sous le nom de « Printemps arabe ».

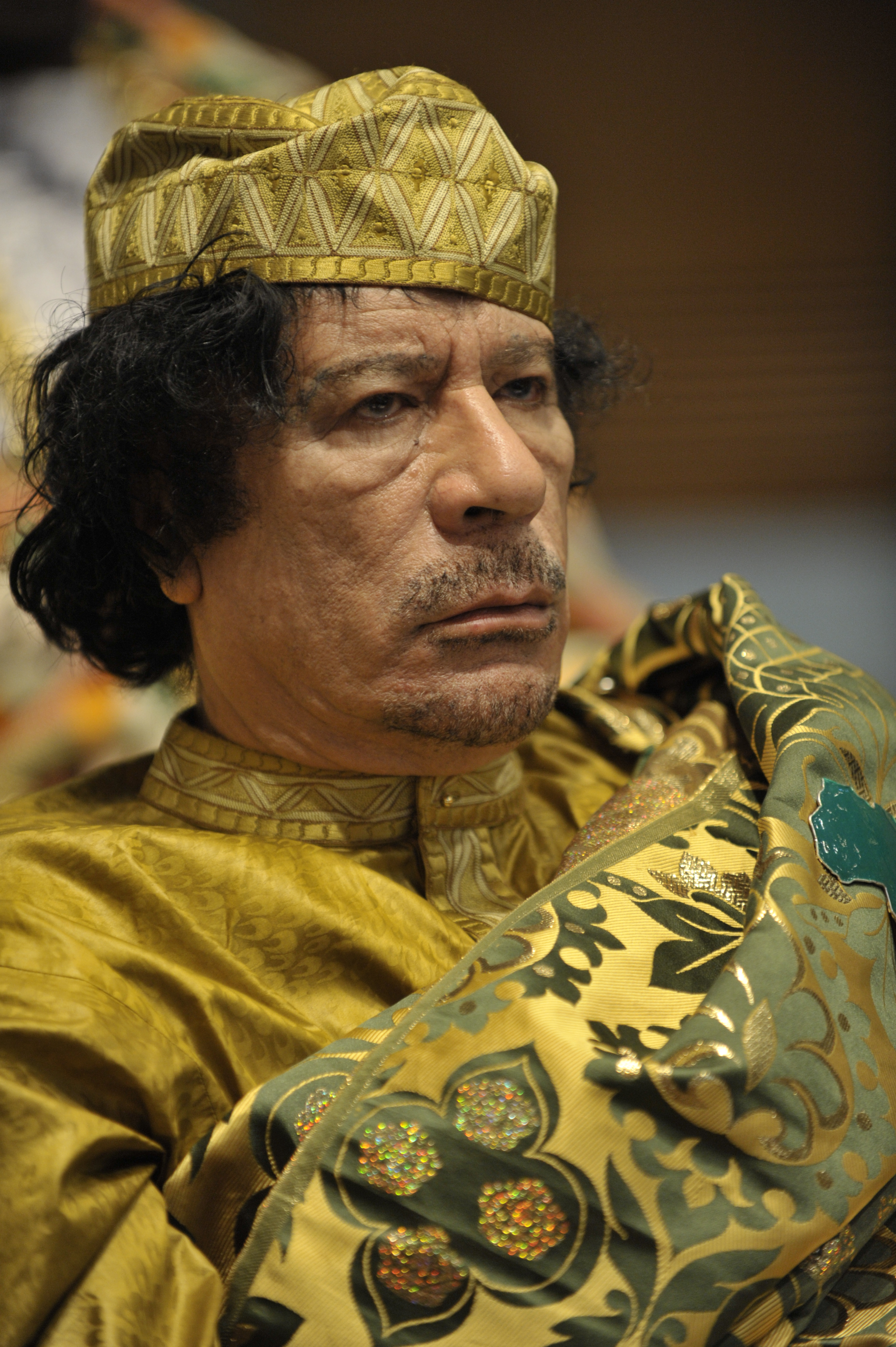
Mouammar Kadhafi au sommet de l'Union africaine, en 2009.

C'est ainsi qu'en février 2011, la Libye connaît à son tour une importante contestation, qui a pour but de garantir à la population plus de libertés et de démocratie, un meilleur respect des droits de l'homme, une meilleure répartition des richesses et l'arrêt de la corruption. Mouammar Kadhafi est alors au pouvoir depuis plus de 41 ans en tant que dirigeant de facto de la Jamahiriya arabe libyenne, ce qui fait de lui le chef d'État ou de gouvernement le plus ancien du monde arabe. Rapidement, il fait réprimer la révolte populaire par des tirs à balles réelles. La communauté internationale (France, Royaume-Uni et États-Unis notamment) font alors état de bombardements aériens pour disperser les attroupements de manifestants. Très tôt, l'Est libyen frondeur est en proie à une insurrection armée conduite par le Conseil national de transition (CNT), qui progresse rapidement de Benghazi à Tripoli. C'est le début d'une véritable guerre civile.
Pour protéger les populations civiles menacées par les violences qui seraient commises par les troupes de Kadhafi, le Conseil de sécurité des Nations unies adopte en mars 2011 la résolution 1973, qui permet notamment l'établissement d'une zone d'exclusion aérienne en Libye. Au fil des mois, le régime doit faire face à une suite de défections et de défaites militaires. À la fin du mois d'août 2011, les insurgés entrent dans la capitale, Tripoli, ce qui permet au Conseil national de transition (CNT) de s'installer au pouvoir. Mouammar Kadhafi, en fuite avec sa famille, continue à appeler au combat. En octobre 2011, la région de Syrte, dernier bastion tenu par ses partisans, est assiégée par les forces du CNT.

## Capture et mise à mort
Le 20 octobre 2011, à 12 h 30 (heure de Tripoli), le colonel Yunus al Abdali, qui dirige les opérations militaires de soldats gouvernementaux dans l'est de Syrte, annonce la prise de la ville, après un mois de bataille.
Quarante-cinq minutes plus tard, le coordinateur des opérations militaires au sein du gouvernement libyen de transition, Abdel Madjid Mlegta, annonce la capture de Mouammar Kadhafi et évoque des blessures graves. Mohamed Leith, un des commandants venus de Misrata, affirme qu'il a vu Kadhafi, que celui-ci « a été arrêté », qu'« il est gravement blessé » mais qu'« il respire encore ». Peu après, un responsable du CNT indique que Kadhafi a été capturé alors qu'il tentait de fuir, tandis qu'une personne affirmant avoir assisté à l'opération explique qu'il a été arrêté alors qu'il se cachait dans un trou. Selon Mansour Daou, ancien chef des services de sécurité intérieure de la Jamahiriya, la décision de quitter Syrte pour partir vers le sud aurait été prise par Moatassem Kadhafi, l'un des fils de Mouammar Kadhafi. Le départ du convoi, prévu pour 3 heures du matin, aurait pris plusieurs heures de retard du fait de la mauvaise organisation des volontaires recrutés par Moatassem Kadhafi. La presse fera état de la présence dans le convoi d'un groupe de 19 mercenaires sud-africains.
Vers 13 h 55, Abdel Madjid Mlegta annonce que l'ancien chef d'État de la Libye a succombé à ses blessures. Selon Mahmoud Jibril, numéro deux du CNT, il a été mortellement blessé lors d'échanges de tirs.
Rapidement, l'Agence France-Presse diffuse une photo présumée de Mouammar Kadhafi blessé. La chaîne Al-Arabiya diffuse ensuite les premières images de son corps. Dans le même temps, la capture à Syrte de Moatassem Kadhafi, un des fils de Mouammar Kadhafi, est annoncée ; un commandant du CNT annonce quelques minutes plus tard que Moatassem est « mort en tentant de résister aux forces du CNT ».
Le déroulement exact des circonstances du décès de Mouammar Kadhafi reste confus. La version la plus probable est qu'un drone Predator américain aurait repéré, à l'aube, un convoi d'environ 75 véhicules tentant de quitter Syrte, sans que la présence de Kadhafi à son bord soit connue. Ensuite, une patrouille d'avions français serait intervenue. Vers 8 h 30 (heure locale), le convoi aurait été arrêté par des tirs de missiles du drone et par un bombardement d'un Mirage 2000D de l'escadron de chasse 3/3 Ardennes, détruisant une vingtaine de véhicules, puis aurait été assailli par des combattants du CNT originaires de Misrata,,.
Mouammar Kadhafi et ses gardes du corps se seraient alors réfugiés dans un tunnel de drainage des eaux passant sous la route où leur convoi a été intercepté, après quoi il aurait été capturé et désarmé par les combattants du CNT. Il aurait alors été frappé par les combattants rebelles et sodomisé avec un bâton ou possiblement une baïonnette,,,. Selon Mahmoud Jibril, numéro deux du CNT, Mouammar Kadhafi a été mortellement blessé lors d'échanges de tirs. Il pourrait avoir été ensuite victime d'une exécution sommaire,. Il est transporté, mort ou agonisant, à l'hôpital de Misrata.

## Réactions
L'Occident salue la mort de Mouammar Kadhafi, tout en appelant à l'instauration de la démocratie et à la réconciliation entre les Libyens. Hillary Clinton, paraphrasant la célèbre phrase de Jules César Veni, vidi, vici (« je suis venu, j'ai vu, j'ai vaincu »), va même jusqu’à s’esclaffer sur CBS News : « We came, we saw, he died » (« Nous sommes venus, nous avons vu, il est mort »),. Toutefois plusieurs pays expriment un point de vue plus réservé, voire franchement hostile :
- l'Afrique du Sud ;
- la Russie, qui accuse les États-Unis[19] ;
- la Chine[20] ;
- le Venezuela, où Hugo Chávez rend hommage à Kadhafi[21] ;
- Cuba, où Fidel Castro condamne « l'assassinat » de Kadhafi[22] ;
- l'Union africaine, dont le président Robert Mugabe affirme que « Le Nigeria et l’Afrique du Sud ont trahi l’Afrique »[23]

Le président des États-Unis, Barack Obama, déclare que la disparition de Kadhafi marque « la fin d'un chapitre long et douloureux » pour les Libyens et appelle les autorités à bâtir un pays « démocratique » et « tolérant ». La secrétaire d'État américaine Hillary Clinton ne cache pas une certaine joie. Pour le président français Nicolas Sarkozy, « la disparition de Mouammar Kadhafi est une étape majeure dans la lutte menée depuis plus de huit mois par le peuple libyen pour se libérer du régime dictatorial et violent qui lui a été imposé pendant plus de quarante ans ». Le secrétaire général de l'ONU, Ban Ki-moon, affirme qu'il s'agit d'« une transition historique pour la Libye », tout en estimant que « le chemin à parcourir pour la Libye et son peuple va être difficile et rempli de défis ». Le président du Conseil européen, Herman Van Rompuy, et le président de la Commission européenne, José Manuel Barroso, saluent « la fin d'une ère de despotisme ». La Pologne, quant à elle, y voit « un avertissement pour d'autres dictateurs dans la région et dans le monde », tout en regrettant « que le colonel Kadhafi n'ait pas été jugé pour ses crimes par un tribunal en Libye ou à la Haye ».
De son côté, le président vénézuélien Hugo Chávez condamne l'« assassinat » de Mouammar Kadhafi, un « martyr » et un « grand combattant ». L'ancien dirigeant cubain Fidel Castro utilise également le terme d'« assassinat » et dénonce l'action « génocidaire » de l'OTAN.

## Exposition et inhumation
Son corps, ainsi que celui de son fils Moatassem, sont exposés le 21 octobre dans une chambre froide d'un marché de Misrata, où des milliers de Libyens se succèdent pour le voir. Le 23 octobre, un responsable du CNT annonce que son corps sera remis à ses proches, qui décideront du lieu de sépulture « en concertation avec le CNT ». Une autopsie est réalisée sur son cadavre, mais le médecin l'ayant effectuée a indiqué ne pas pouvoir en communiquer les résultats, attendant le feu vert des autorités de Tripoli pour s'exprimer sur le sujet.
Le 25 octobre 2011, à l'aube, Mouammar Kadhafi et son fils Moatassem sont inhumés dans le désert libyen, dans un lieu tenu secret pour éviter que sa sépulture ne devienne un lieu de pèlerinage.

## Polémique et enquête
Devant les versions contradictoires sur les circonstances de sa mort, sa veuve et plusieurs organisations internationales, dont le Haut-Commissariat des Nations unies aux droits de l'homme, réclament la mise en place d'une enquête à ce sujet. Alors que les autorités libyennes évoquent un décès survenu lors d'un échange de tirs, plusieurs sources indiquent qu'il pourrait s'agir d'une exécution sommaire. Saadi Kadhafi, un des fils de l'ancien dirigeant libyen, se dit « choqué et outré par la violente cruauté » manifestée à l'égard de son père et de son frère défunts. Certaines sources libyennes évoquent même un assassinat par un agent des services secrets français, sur ordre du président Nicolas Sarkozy,,,, celui-ci craignant des révélations sur le financement de sa campagne électorale en 2007.
Le 24 octobre 2011, le président du Conseil national de transition, Moustapha Abdel Jalil, annonce finalement la création d'une commission d'enquête, affirmant à la fois que « le responsable de cela [le meurtre de Kadhafi], quel qu'il soit, sera jugé et bénéficiera d'un procès équitable » et être « sûr que c'était un acte individuel et non pas un acte des révolutionnaires ou de l'armée nationale ». La veille, le 23 octobre, le médecin ayant pratiqué une autopsie sur le corps de Mouammar Kadhafi, Othman El-Zentani, avait indiqué que celui-ci avait été « tué par balles », tout en précisant que son rapport n'était « pas fini ». Peu après, Moustapha Abdel Jalil affirmera qu'il y a eu un ordre de tuer le colonel, ordre qui aurait été envoyé par un pays étranger, bien qu'il reconnaisse n'avoir aucune preuve « indiquant clairement qui avait ordonné l'exécution de Kadhafi ».
La famille de Mouammar Kadhafi, réfugiée en Algérie et au Niger, fait savoir, le 26 octobre, qu'elle compte porter plainte pour « crime de guerre » auprès de la Cour pénale internationale. Elle dénonce le fait que « des hélicoptères de l'OTAN » ont tiré sur le convoi alors qu'il « ne présentait aucun risque pour les populations, ainsi que la « profanation » du corps de l'ancien dirigeant libyen.
Le 15 décembre 2011, le procureur de la Cour pénale internationale, Luis Moreno Ocampo, estime que la mort de Kadhafi pourrait constituer un crime de guerre.

## Conséquences
Pour le politologue Riadh Sidaoui, la mort de Mouammar Kadhafi marque la « fin symbolique » de son régime, qui était terminé depuis plusieurs mois. Il considère que la Libye traversera une période transitoire très difficile étant donné que Kadhafi « a créé un grand vide pendant son exercice du pouvoir : il n'y a ni institution, ni armée, ni tradition électorale dans le pays ».
Le 23 octobre 2011, la « libération » de la Libye est officiellement proclamée à Benghazi, où avait débuté la révolte contre le régime de Kadhafi. Cette annonce officielle doit être le point de départ d'un processus devant aboutir à des élections générales dans un délai de 20 mois.
Par ailleurs, à la suite de l'annonce de la mort de Kadhafi, le Conseil de sécurité des Nations unies adopte une résolution mettant fin au mandat autorisant le recours à la force en Libye le 31 octobre 2011, ce qui met un terme à l'intervention militaire en Libye.

## Révélations de 2019
En novembre 2019, le journaliste français Alfred de Montesquiou réalise un reportage dans lequel il indique que c'est Sana al-Sadek, un rebelle de 19 ans présent dans l’ambulance le transportant, qui l'a exécuté de deux balles tirées à bout portant. Sana al-Sadek publie dans la foulée une vidéo dans laquelle il déclare : « c’est moi, j’ai tué Kadhafi ! ». En guise de preuve, il exhibe une énorme bague en or qu’il présente comme étant le sceau de commandement de Kadhafi.